# تسيمليانسك
تسيمليانسك (بالروسية: Цимлянск) هي إحدى مدن روسيا في الكيان الفدرالي الروسي روستوف أوبلاست.